# 테이오 펭글리스
테이오 펭글리스(영어: Thaao Penghlis, 1945년 12월 15일 ~ )는 오스트레일리아의 배우이다. 그리스계로 시드니에서 태어났으며, 연속극 《우리 생애 나날들》, 《제너럴 호스피털》 등에 출연하였다.

## 출연 작품
- 깊은 밤 깊은 곳에 2 (1991, Memories of Midnight)
- 환상의 사슬 (1990, The Lookalike)
- 패터슨 대소동 (1987)
- 상태 개조 (1980)
- 슬로우 댄싱 인 빅 시티 (1978)

### 텔레비전
- 우리 생애 나날들 (1981-2023)